# Xiumin
Xiumin (kor. 시우민, ur. 26 marca 1990), właśc. Kim Min-seok – południowokoreański piosenkarz i aktor. Najbardziej znany jest jako członek zespołu męskiego Exo i jego podgrup Exo-M i Exo-CBX.

## Życiorys

### Do 2013: Wczesne życie i początki kariery
Xiumin urodził się 26 marca 1990 roku w Guri, w Korei Południowej. Studiował na Catholic Kwandong University. Xiumin uczył się sztuk walki: posiada czarny pas w kendo i taekwondo, trenował także wushu i szermierkę. Xiumin jest również znany jako zapalony fan piłki nożnej i jest honorowym ambasadorem Koreańskiego Związku Piłki Nożnej.
Przed udziałem w SM's Everysing Contest, wziął udział w przesłuchaniu do JYP Entertainment w 2008 roku, ale został odrzucony. W 2008 roku zajął drugie miejsce w konkursie SM's Everysing Contest, a później został stażystą w ramach SM Entertainment's Casting System.
Xiumin został przedstawiony jako siódmy członek południowokoreańsko-chińskiej grupy Exo w styczniu 2012 roku; grupa zadebiutowała 8 kwietnia owego roku. W 2013 roku wystąpił gościnnie wraz z aktorką Kim Yoo-jung w teledysku do piosenki „Gone” południowokoreańskiej piosenkarki Jin (później członkini Lovelyz).

## Dyskografia

### Dyskografia solowa

#### Piosenki
- „You” (이유) (2019)

Featured
- „Call You Bae” (Jimin feat. Xiumin) (2016)

Współpraca
- „Young & Free” (z Markiem) (2017)

## Filmografia

### Filmy
| Rok  | Tytuł                                  | Rola  |
| ---- | -------------------------------------- | ----- |
| 2016 | Bong-i Kim Seon-dal (kor. 봉이 김선달) | Gyeon |

### Programy telewizyjne
| Rok  | Tytuł                 | Rola       | Stacja telewizyjna | Uwagi                  |
| ---- | --------------------- | ---------- | ------------------ | ---------------------- |
| 2015 | Exo Next Door         | Xiumin     | Naver TV Cast      | Web drama              |
| 2015 | Falling for Challenge | Na Do-jeon | Naver TV Cast      | Web drama, główna rola |
| 2017 | Korea From Above      | narrator   | Mountain TV        |                        |

### Produkcje sceniczne
| Data | Tytuł                           | Rola   | Uwagi                                   |
| ---- | ------------------------------- | ------ | --------------------------------------- |
| 2015 | School OZ                       | Aquila | Holograficzny musical; rola wspierająca |
| 2019 | Return: The Promise of That Day |        | musical wojskowy                        |